# Menemerus sabulosus
Menemerus sabulosus là một loài nhện trong họ Salticidae.
Loài này thuộc chi Menemerus. Menemerus sabulosus được Wanda Wesołowska miêu tả năm 1999.